# Argyrostrotis placata
Argyrostrotis placata là một loài bướm đêm trong họ Erebidae.